# Tirolo
Il Tirolo (in tedesco e ladino: Tirol) è una regione storico-geografica europea, situata fra Austria e Italia, i cui confini e la cui natura sono cambiati nel corso dei secoli, raggiungendo la sua massima estensione fra il 1815 e il 1918, come Contea del Tirolo, i cui territori sono attualmente e principalmente suddivisi tra lo Stato federato del Tirolo a nord e la Regione Trentino-Alto Adige a sud.

## Origine del nome
a piè de l'Alpe che serra Lamagna

sovra Tiralli, c'ha nome Benaco.»
(Dante Alighieri, Inferno, Canto XX, vv. 61-63)
La regione storica del Tirolo prende il nome dalla contea che ne caratterizzò l'unità politica. Essa a sua volta prende il nome dal castello che formò il nucleo originario del contado, situato nel comune di Tirolo nei pressi di Merano. Il nome riporta probabilmente la radice indoeuropea *tir, con significato di "terra", "suolo", "terreno", stessa radice del termine latino terra e celtico tir. La forma originale con -al (Tirale) andava trasformandosi solo a partire dal 1191 con -ol (Tyrol  o Tirol).

## Descrizione
La regione storica del Tirolo si forma su un ente statale estinto, la contea del Tirolo, che ne caratterizzò l'unità lungo diversi secoli. Tale contea raggiunse la sua massima espansione nel 1816, con l'annessione dei Giudizi di Fügen, Zell am Ziller, Kropfsberg (Reith im Alpbachtal) e Itter.

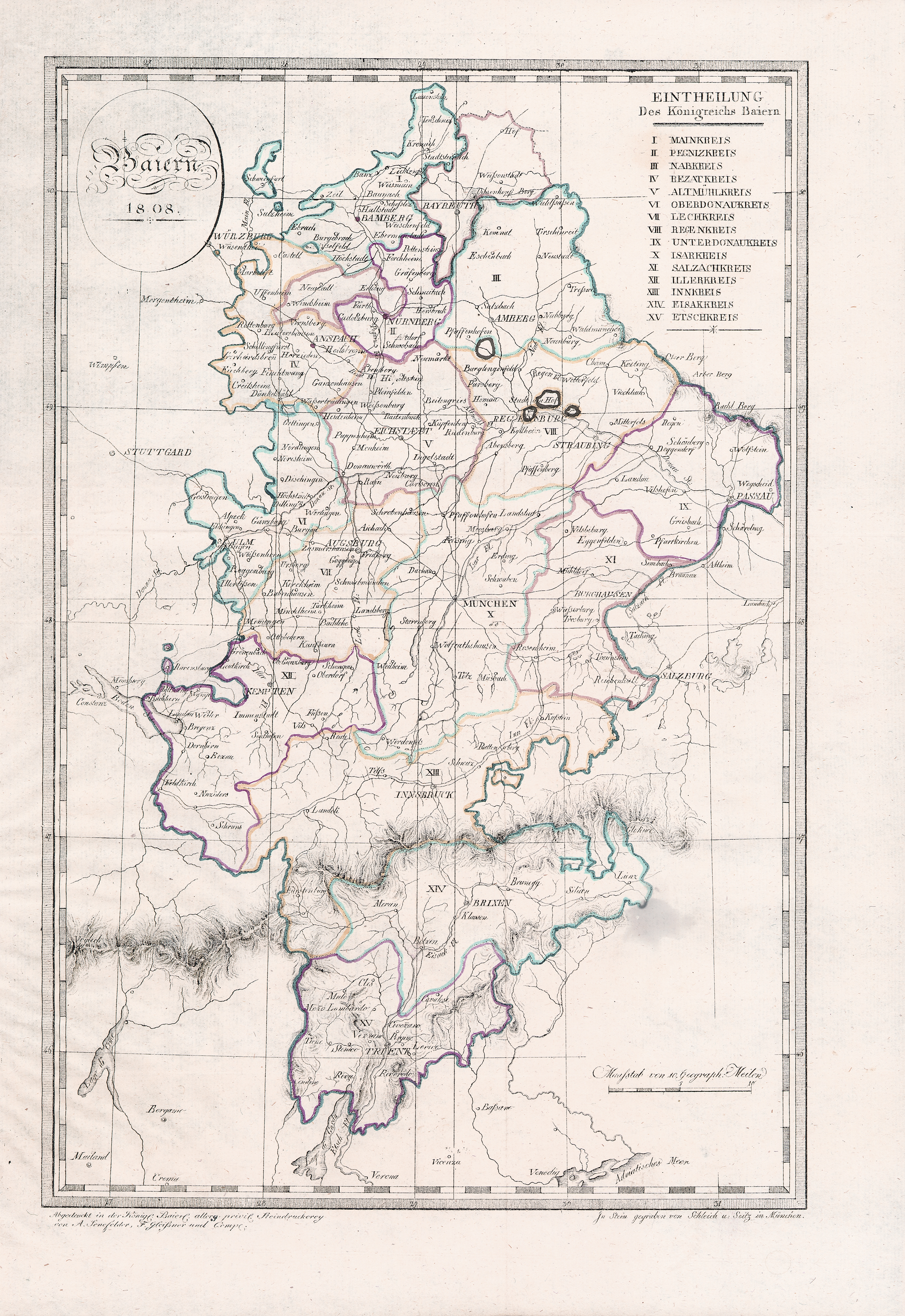
Carta del Regno di Baviera nel 1808 che, col trattato di Presburgo del 1805, incluse anche il Tirolo

A seguito del crollo dell'Impero austro-ungarico dopo la prima guerra mondiale, la contea del Tirolo fu suddivisa fra la neonata Repubblica dell'Austria tedesca e il Regno d'Italia, secondo il Trattato di Saint-Germain-en-Laye. Nonostante l'estinzione della contea del Tirolo e la fine dell'unità della regione, il termine "Tirolo" per indicare la totalità della regione non è mai venuto meno. In merito alla sopravvivenza di numerosi legami culturali e storici, i suoi abitanti tuttora, in buona parte, si identificano come tirolesi.
Tuttavia il sentimento di appartenenza e il modo di interpretarlo cambia notevolmente da provincia a provincia in merito alle differenze linguistiche o socioculturali pregresse o comunque accentuatesi negli ultimi cento anni.
Il Tirolo storico è suddiviso ad oggi nelle seguenti entità amministrative:
- lo stato del Tirolo, comprendente Tirolo Settentrionale e Distretto di Lienz (anche Tirolo Orientale)
- la regione autonoma del Trentino - Alto Adige, comprendente la Provincia autonoma di Trento e la Provincia autonoma di Bolzano.

Alcuni comuni già facenti parte della ex contea del Tirolo furono accorpati ad altre province:
- Provincia di Belluno (comuni di Colle Santa Lucia, Livinallongo del Col di Lana, Cortina d'Ampezzo)
- Provincia di Vicenza (comune di Pedemonte)
- Provincia di Brescia (comuni di Valvestino e Magasa)

Alcuni comuni appartenenti alla provincia di Belluno, pur non avendo fatto parte dell'ex contea principesca sono comunque parte integrante dell'area geografica e culturale tirolese: Lamon e Rocca Pietore.

### Euregio
Dal 2011 è attiva l'Euregio Tirolo-Alto Adige-Trentino, un'istituzione formata come Gruppo europeo di cooperazione territoriale (GECT), e che comprende, quasi esattamente (ma non del tutto), il territorio della ex Contea Principesca del Tirolo.

## Storia

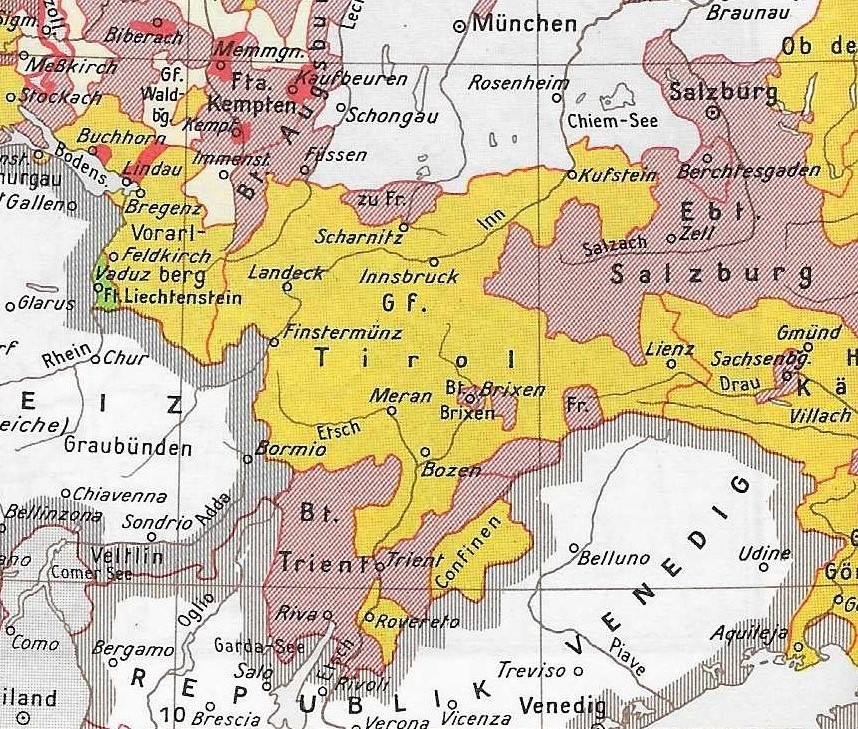
La Contea del Tirolo nel 1648

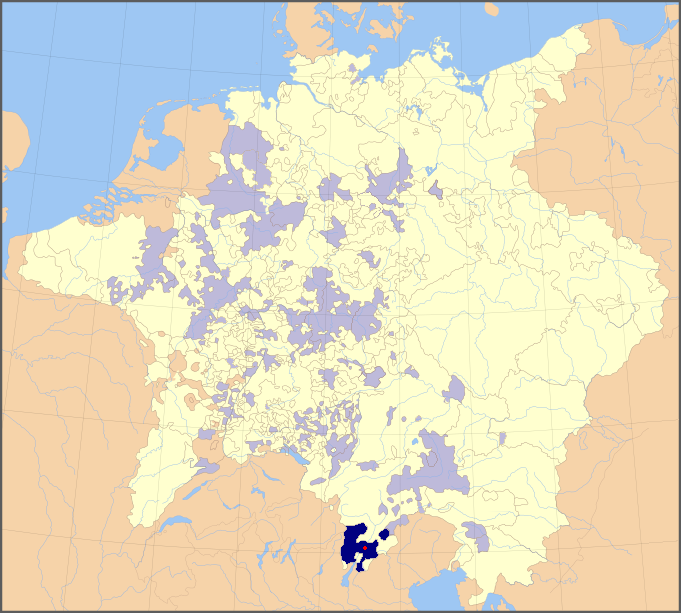
Il Principato vescovile di Trento

La regione si trova nell'area dell'antica Rezia, abitata dal popolo dei Reti, romanizzata a partire dal I secolo a.C.
Solamente nel 1971 si sono trovate le prime tracce dell'uomo presso le pendici occidentali del monte Calisio poco sopra a Trento. Qui venne ritrovata una statuetta di forma femminile ottenuta da un corno di cervo, la cosiddetta "Venere del Gàban", che fa risalire la presenza dell'uomo al primo Neolitico.
Nel Medioevo in seguito alle invasioni barbariche le valli dell'Inn, dell'Isarco, della Rienza e dell'Adige furono ricolonizzate dalle genti baiuvare e longobarde. A tale proposito sono da ricordare anche il principato vescovile di Bressanone e il principato vescovile di Trento, le cui estensioni originarie comprendevano, oltre all'attuale Trentino, anche larga parte dell'attuale Alto Adige/Südtirol e del Tirolo del Nord; essi furono, in età medievale e moderna, corpi autonomi all'interno del Sacro Romano Impero di Germania.

### I conti di Tirolo e gli Asburgo
Nel 1248, Alberto III castellano di Castel Tirolo ottenne con la forza i feudi comitali di Bressanone e nel 1252 i feudi dell'estinta casa dei conti di Appiano (Grafen von Eppan) dal vescovo di Trento. I principati vescovili di Trento e di Bressanone subirono a lungo la pressione dei Tirolo, e da questi furono sostanzialmente assoggettati nonostante fossero principi diretti dell'Impero di Germania (e in quanto tali elettivi dell'imperatore e a questi soggetti).

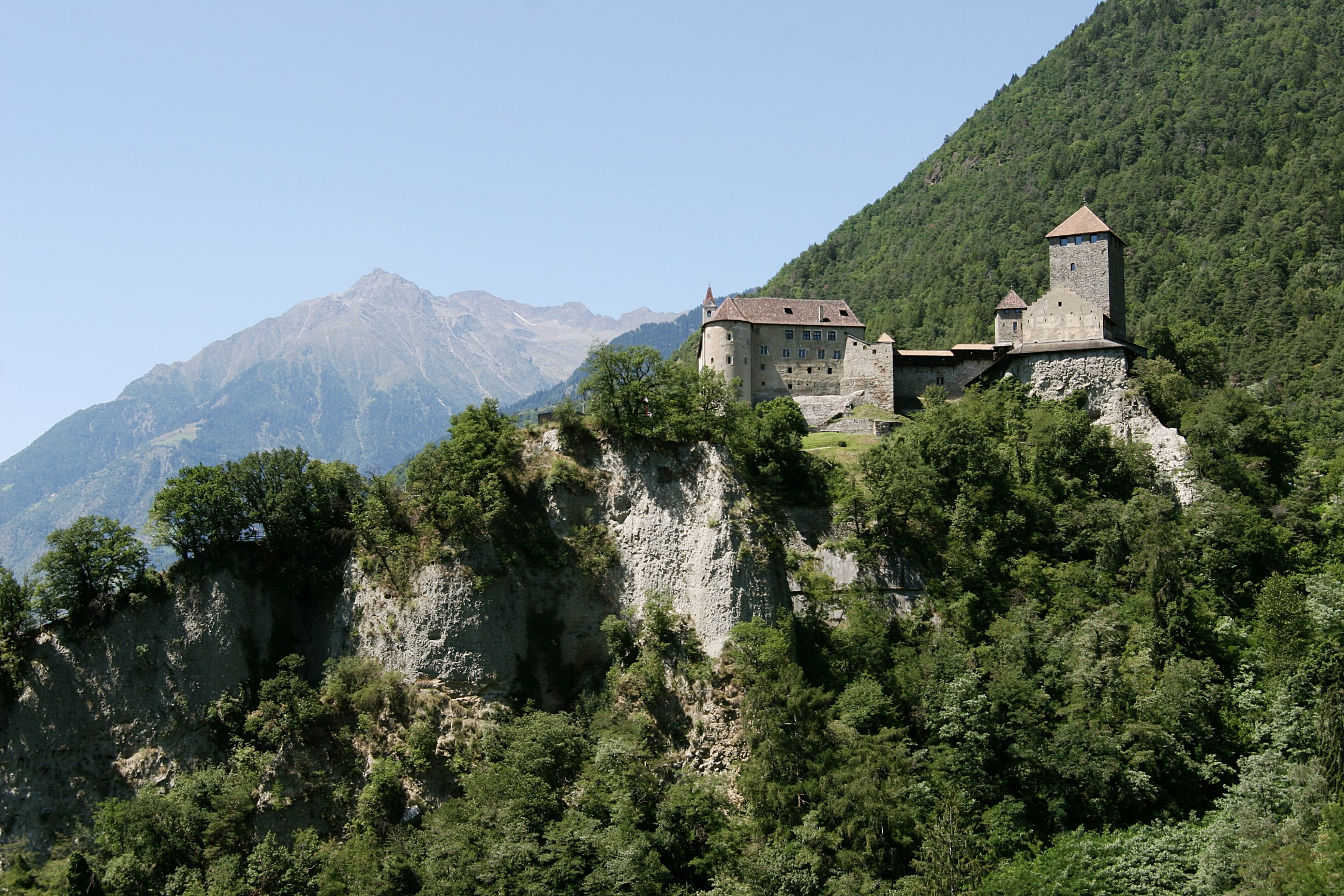
Castel Tirolo nel comune di Tirolo. Fu sede dei conti del Tirolo.

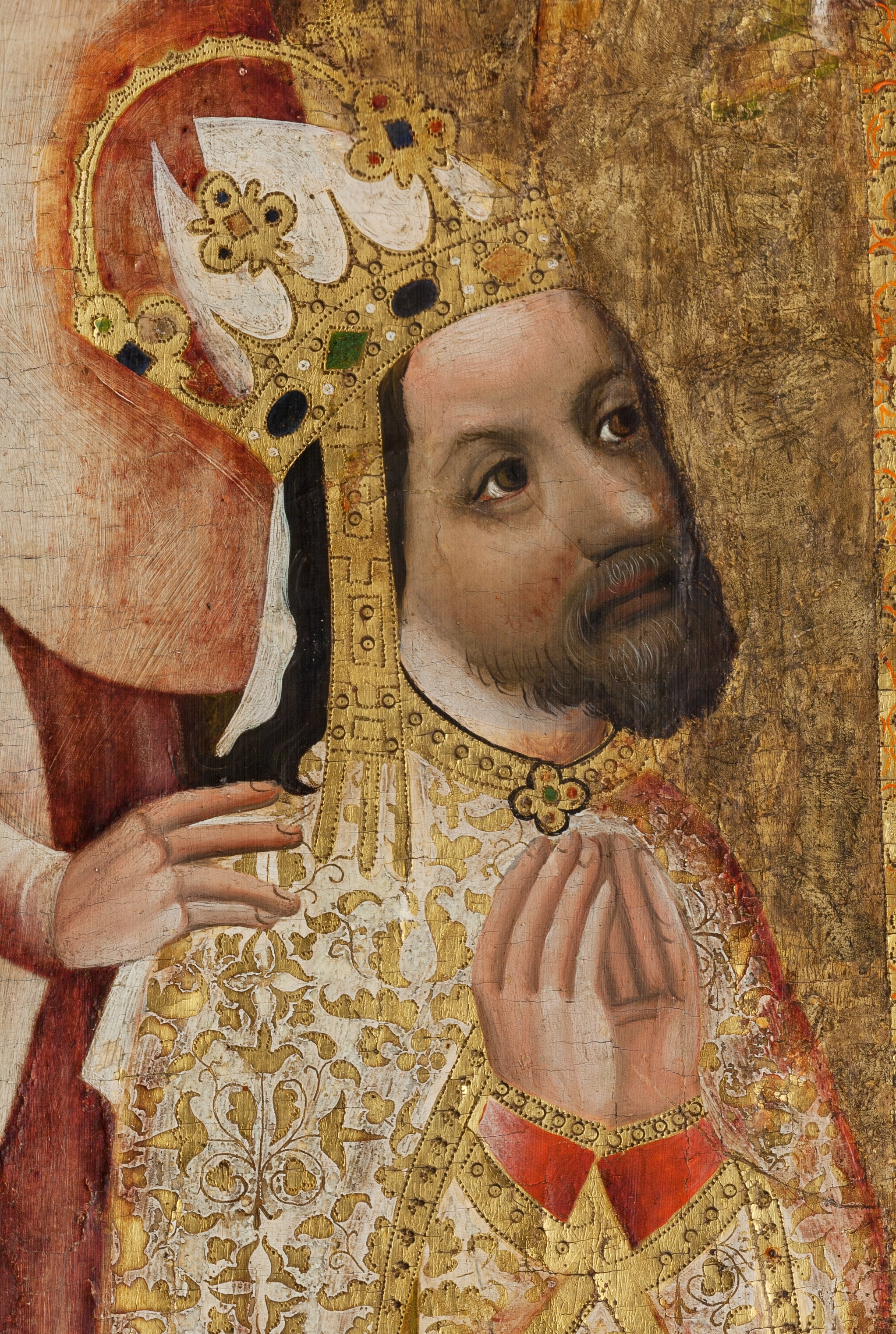
Carlo IV di Boemia

Nel XIII secolo, attraverso la politica matrimoniale del tempo, la primitiva dinastia dei Conti del Tirolo venne sostituita da quella dei Tirolo-Gorizia, il cui esponente di maggior spicco fu Mainardo II, vero fondatore della potenza tirolese. È a questo periodo che risale l'appropriazione del titolo di 'conte' (che spettava di diritto ai vescovi di Trento e Bressanone in quanto principi diretti dell'Impero) da parte del consortile dei Tirolo. I conti da allora si fecero chiamare non più "conti di Tirolo", bensì "conti del Tirolo". Usando a seconda dei casi l'astuzia o la forza, egli seppe approfittare della temporanea debolezza del potere imperiale. La moderna amministrazione divise il territorio in un unico ordinamento giuridico (Landrecht) suddiviso in Giudizi (Gerichte). Ciò favorì lo sviluppo di borghi e mercati che fecero sì che a Merano si eresse una zecca, dove venivano coniati i "grossi aquilini", monete molto apprezzate nell'Italia settentrionale.
In questo periodo i Tirolo riuscirono a estendere la loro influenza su un'area molto vasta a cavallo delle Alpi, entro i confini degli odierni territori di Austria, Svizzera e Italia. Alla morte dell'ultimo dei mainardiani, il conte Enrico, Margherita Maultasch, nipote di Mainardo II, si sposò a dodici anni con Giovanni Enrico di Lussemburgo che a sua volta aveva otto anni. Per difendere gli interessi della sua casata, arrivò in regione il fratello del maggiore del giovane conte, il futuro imperatore Carlo IV di Boemia. Tale successione non fu però riconosciuta dall'imperatore Ludovico di Baviera, che tramò ai danni di Giovanni Enrico accordandosi con la nobiltà tirolese. Secondo la leggenda, il giorno dei morti del 1341 Margareta fece trovare chiuso il portone di castel Tirolo al consorte al ritorno da una battuta di caccia e gli comunicò il ripudio e l'invito a riprendere la via per la Boemia.
Poco dopo a Merano furono celebrate le nozze tra la Margareta e il figlio dell'imperatore Ludovico di Brandeburgo. Ciò venne mal recepito dalle due casate e lo stesso castello fu preso d'assedio. Anche il Papa non riconobbe il nuovo matrimonio e lanciò l'interdetto sul Tirolo. Questi motivi politici furono alla base della diffusione propagandistica di un'immagine negativa della contessa, quale donna moralmente corrotta e fisicamente deforme, con il soprannome Maultasch ("bocca a forma di tasca"). Grazie all'appoggio dei nobili, a Ludovico furono confermati i privilegi, passati alla storia come il Grosser Tiroler Freiheitbrief (Grande patente delle libertà del Tirolo), 1342. Dopo la morte dell'unico figlio, Mainardo III, Margareta cedette la contea a Rodolfo IV d'Asburgo, formalmente per motivi di parentela nel 1363. Egli impose al vescovo di Trento le cosiddette "Compatte", dove si definivano le subordinazioni del principato vescovile verso il conte.

### Massimiliano I d'Asburgo e il conflitto con la Repubblica di Venezia

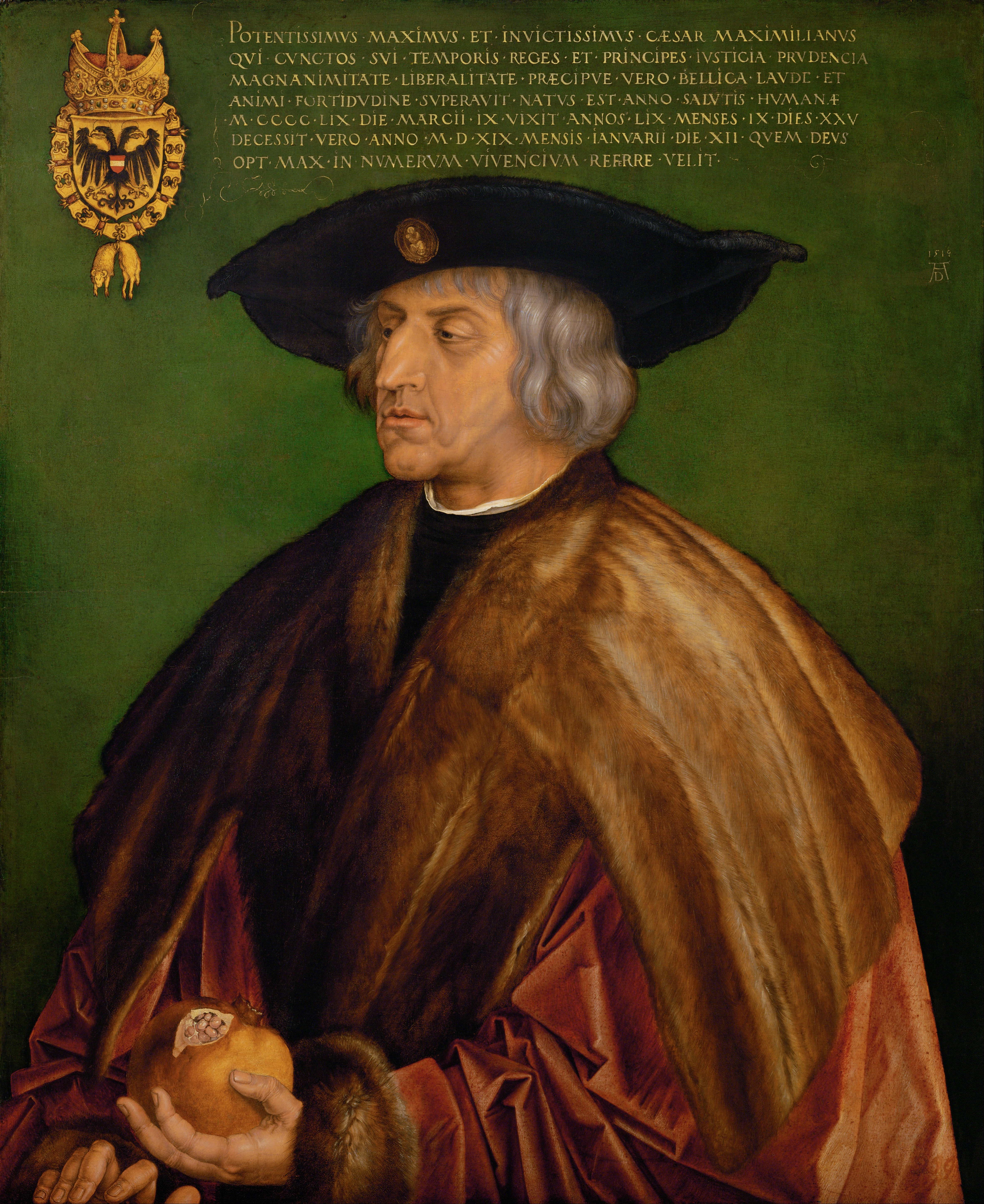
Massimiliano I d'Asburgo

Nel 1511 sotto l'auspicio dell'imperatore Massimiliano I d'Asburgo, incoronato imperatore a Trento nel 1508, venne redatto l'Ordinamento della Contea Principesca del Tirolo, documento organizzato dal principe vescovo Bernardo Clesio. Tale importante documento, denominato Landlibell, regola le questioni di carattere militare tra il Principato vescovile di Trento e quello di Bressanone con la Contea del Tirolo.
I conflitti fra gli Asburgo e la Repubblica di Venezia, a partire dal XV secolo, comportarono taluni mutamenti territoriali. A seguito della Guerra della Lega di Cambrai, in particolare, la Repubblica perse il possesso di alcuni territori, che furono posti alla diretta dipendenza della Contea del Tirolo. Questi territori comprendevano l'Ampezzano, la Vallagarina, la Bassa Valsugana, il Tesino e Primiero. Durante la seconda metà del Cinquecento con Leopoldo V d'Austria nasce la casata degli Asburgo-Tirolo; durerà fino al 1665.

### Dall'epoca napoleonica alla prima guerra mondiale
Nel 1803, in conseguenza del Trattato di Lunéville, i principati vescovili di Trento e Bressanone furono soppressi ed annessi la Contea del Tirolo. Solo tre anni dopo, nel 1806, a seguito della guerra della sconfitta asburgica nella guerra della terza coalizione, gli Asburgo furono costretti a firmare la pace di Presburgo, il Tirolo divenne parte del regno di Baviera; fu inoltre soppresso il Sacro Romano Impero che venne sostituito con una nuova entità statale denominata "Impero austriaco". In seno al Regno di Baviera il Tirolo fu suddiviso in tre distretti:

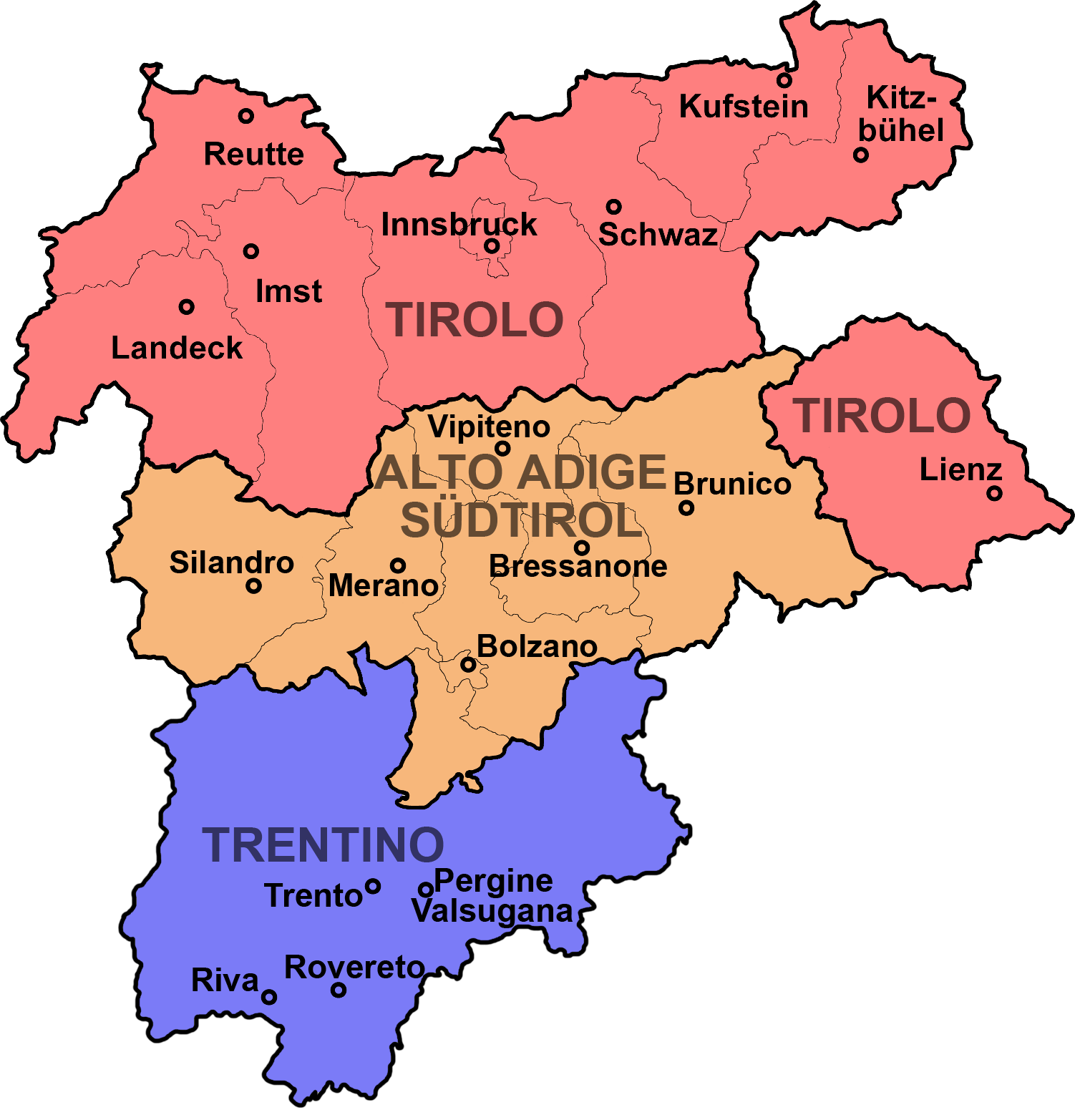
Euregio Tirolo-Alto Adige-Trentino

Bandiera Tirolo austriaco

Bandiera Südtirol

- Isarco (Eisackkreis), che comprendeva l'attuale Alto Adige meno l'alta Val Venosta;
- Adige (Etschkreis), da non confondere con il Dipartimento dell'Adige, che comprendeva grossomodo l'attuale Trentino;
- Inn (Innkreis), che comprendeva il Tirolo del Nord e l'Alta Val Venosta.

Nell'aprile del 1809, a seguito della aggressione dell'Impero austriaco a Francia, Baviera ed alleati, si verificò l'insorgenza tirolese. A seguito di questi avvenimenti il distretto dell'Adige e parte di quello dell'Isarco passò dal Regno di Baviera al neonato Regno d'Italia con il nome di Dipartimento dell'Alto Adige. A seguito della caduta di Napoleone Bonaparte, con il Congresso di Vienna, lo "status quo ante" non venne ristabilito, in quanto non furono ricostituiti i Principati vescovili di Trento e di Bressanone.
Nel 1915 l'Italia dichiara guerra all'impero austro-ungarico. Il termine del primo conflitto mondiale porta nel 1919, al Trattato di Saint-Germain-en-Laye che segnò la fine dell'Impero austro-ungarico. La Contea del Tirolo venne divisa tra Austria e Italia nelle seguenti aree:
- Tirolo Settentrionale (Nordtirol) con capoluogo Innsbruck.
- Tirolo Orientale (Osttirol) con capoluogo Lienz; Tirolo Settentrionale e Orientale sono oggi uniti nello stato federale austriaco (Bundesland) del Tirolo.
- Venezia Tridentina, secondo il nome proposto nel 1863 dal glottologo goriziano Graziadio Isaia Ascoli, comprendente le attuali province autonome di Bolzano e Trento, con capoluogo Trento e denominata alla fine del secondo conflitto mondiale Trentino-Alto Adige.[9] L'attuale assetto provinciale della regione con Trento e Bolzano rispettivamente capoluoghi del Trentino e dell'Alto Adige ebbe luogo solo nel secondo dopoguerra e venne formalizzato con lo statuto di autonomia del 1972.
- Tre comuni passati al Veneto (provincia di Belluno) nel 1923, dopo il periodo di governo provvisorio italiano:
  - Colle Santa Lucia
  - Livinallongo del Col di Lana
  - Cortina d'Ampezzo
- Due comuni passati al Veneto (provincia di Vicenza) nel 1929:
  - Pedemonte
  - Casotto (dal 1980 Casotto costituisce una frazione del comune di Pedemonte).
- Due comuni passati alla Lombardia (provincia di Brescia) nel 1934:
  - Magasa
  - Valvestino

## Società

### I diversi nomi della regione

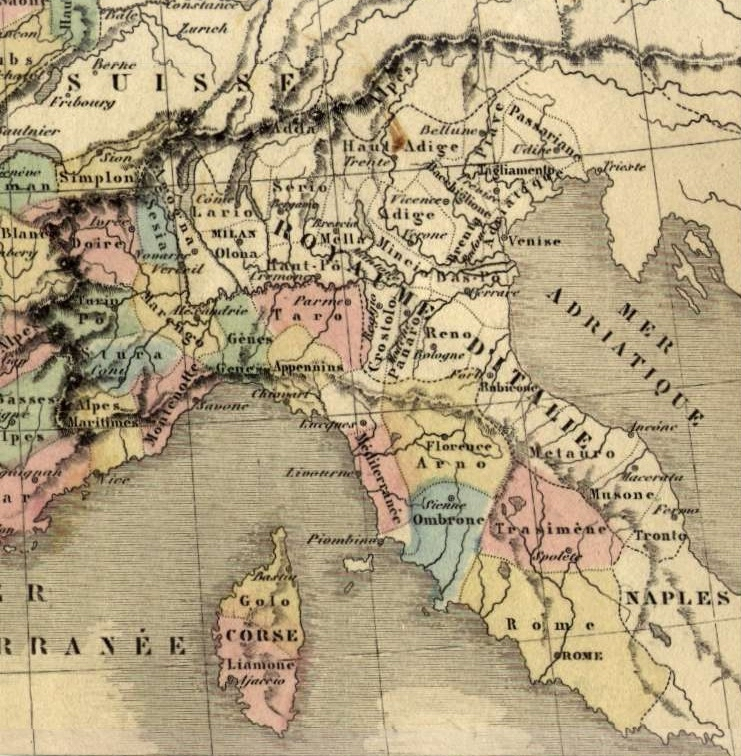
Dipartimento dell'Alto Adige (Haute Adige) in una carta dei dipartimenti di epoca napoleonica (1811)

La Contea del Tirolo ha avuto nel corso dei secoli diverse denominazioni. Dopo il XIII secolo si parlava di dominium comitis Tyrolis (conti "di" Tirolo), dal toponimo di castel Tirolo, vicino a Merano. Ai tempi dell'impero austro-ungarico si chiamava Kronland Tirol, come signoria dei conti "del" Tirolo, Gefürstete Grafschaft Tirol (Contea principesca del Tirolo). Nella Divina Commedia, Dante cita Tiralli per localizzare le alpi che fanno da confine con la Germania e ai cui piedi si trova il Benaco ossia il lago di Garda. In seguito per distinguere le zone geograficamente si utilizzarono Land an der Etsch (terra dell'Adige) e im Inntal (sull'Inn). A partire dal XVIII secolo si parlava di tyrolische Nation.
L'area corrispondente all'attuale Trentino era invece per lo più parte del principato vescovile di Trento (anche se vaste zone erano già sotto diretto controllo della contea tirolese e, nella sua parte più settentrionale, tedescofone), nel diploma imperiale di fondazione, era denominato comitatus tridentinus, oppure indicato con varie locuzioni del tipo ecclesiae tridentinae finis.
Un ulteriore porzione di territorio, faceva capo al principato vescovile di Bressanone (Hochstift Brixen), più piccolo e meno esteso di quello di Trento, anch'esso sotto diretta influenza della contea tirolese. Nel XIX secolo il Trentino era noto anche come  "Tirolo meridionale" o "Tirolo italiano"; in maniera non ufficiale e nel gergo comune era anche denominato, dai germanofoni, Welschtirol, talora questo termine fu anche usato in maniera dispregiativa. Nel medesimo periodo l'odierno Alto Adige era noto come "Mitteltirol".
Durante l'impero napoleonico il territorio a nord del Brennero venne inglobato e denominato "Baviera meridionale", mentre dal 1810 al 1814 la zona meridionale prese il nome di dipartimento dell'Alto Adige. Durante il ventennio fascista la regione trentino-sud tirolese venne denominata Venezia Tridentina. Nel dopoguerra si andarono a delineare definitivamente i nomi: Tirol, Alto Adige/Südtirol, Trentino.

### Lingua e cultura

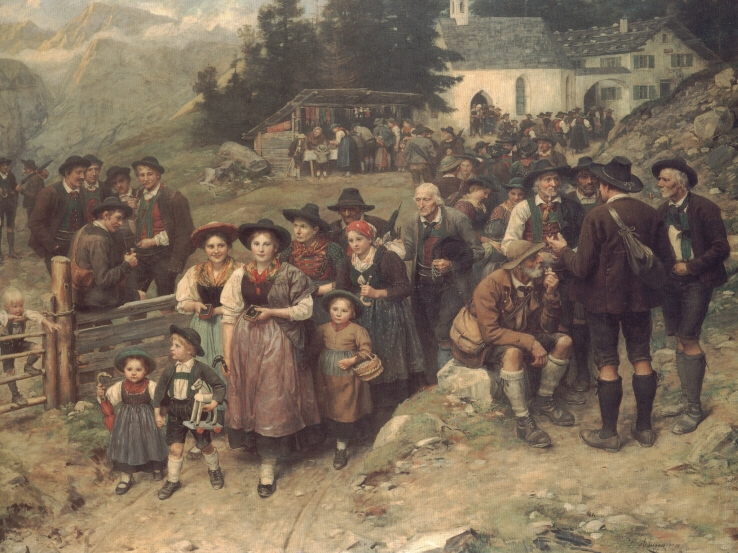
Tirolesi (Franz Defregger, circa 1920)

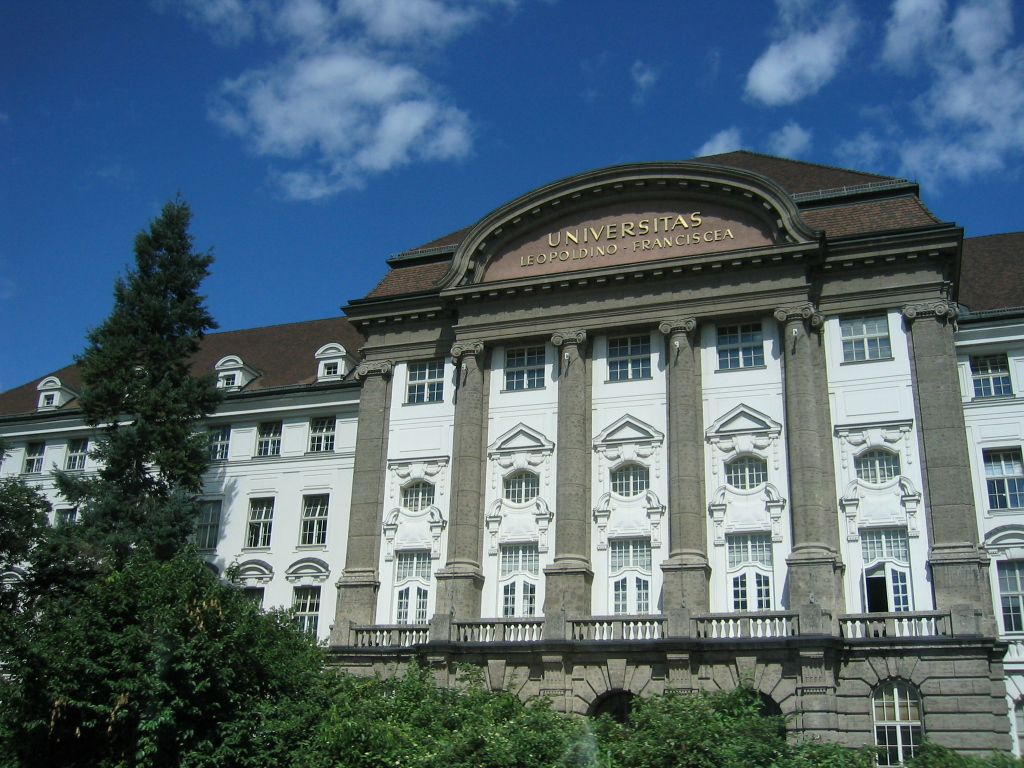
Università di Innsbruck

Attualmente le lingue parlate nell'area del Tirolo storico sono:
- Tirolo (Settentrionale e Orientale): il tedesco e i dialetti tirolesi settentrionali
- Alto Adige/Südtirol: il tedesco (principalmente nelle sue varietà regionali/dialettali sudtirolesi), l'italiano e il ladino
- Trentino: l'italiano, le varietà dialettali trentine (in certe zone di confine con influenze della lingua veneta e del dialetto lombardo orientale); il ladino fassano, il ladino noneso, il mocheno e il cimbro.
- Comuni bellunesi già parte del Tirolo storico, come Cortina d'Ampezzo: l'italiano e il ladino
- Il comune vicentino di Pedemonte: un dialetto misto di trentino e veneto, oltre all'italiano
- Comuni bresciani: l'italiano e il dialetto bresciano

Benché le lingue ufficiali della regione, oltre al ladino, siano le lingue nazionali di riferimento, ossia il tedesco standard e l'italiano standard, le lingue parlate comunemente da larga parte della popolazione, soprattutto nelle vallate e nei centri minori, sono parlate locali, dialettali, rispettivamente di ceppo germanico e di ceppo romanzo. Il patrono del Tirolo è San Giuseppe. La sua festa e solennità è il 19 marzo ed è stata istituita dall'imperatrice Maria Teresa nel 1750.
Università e Istituzioni di Ricerca 
- Leopold-Franzens-Universität Innsbruck, fondata nel 1669 a Innsbruck
- Accademia Roveretana degli Agiati, fondata nel 1750 a Rovereto
- Istituto agrario di San Michele all'Adige, fondata nel 1874 a San Michele all'Adige
- Università di Trento
- Università di Bolzano
- Eurac Research a Bolzano
- Fondazione Bruno Kessler a Trento

### Divisioni amministrative

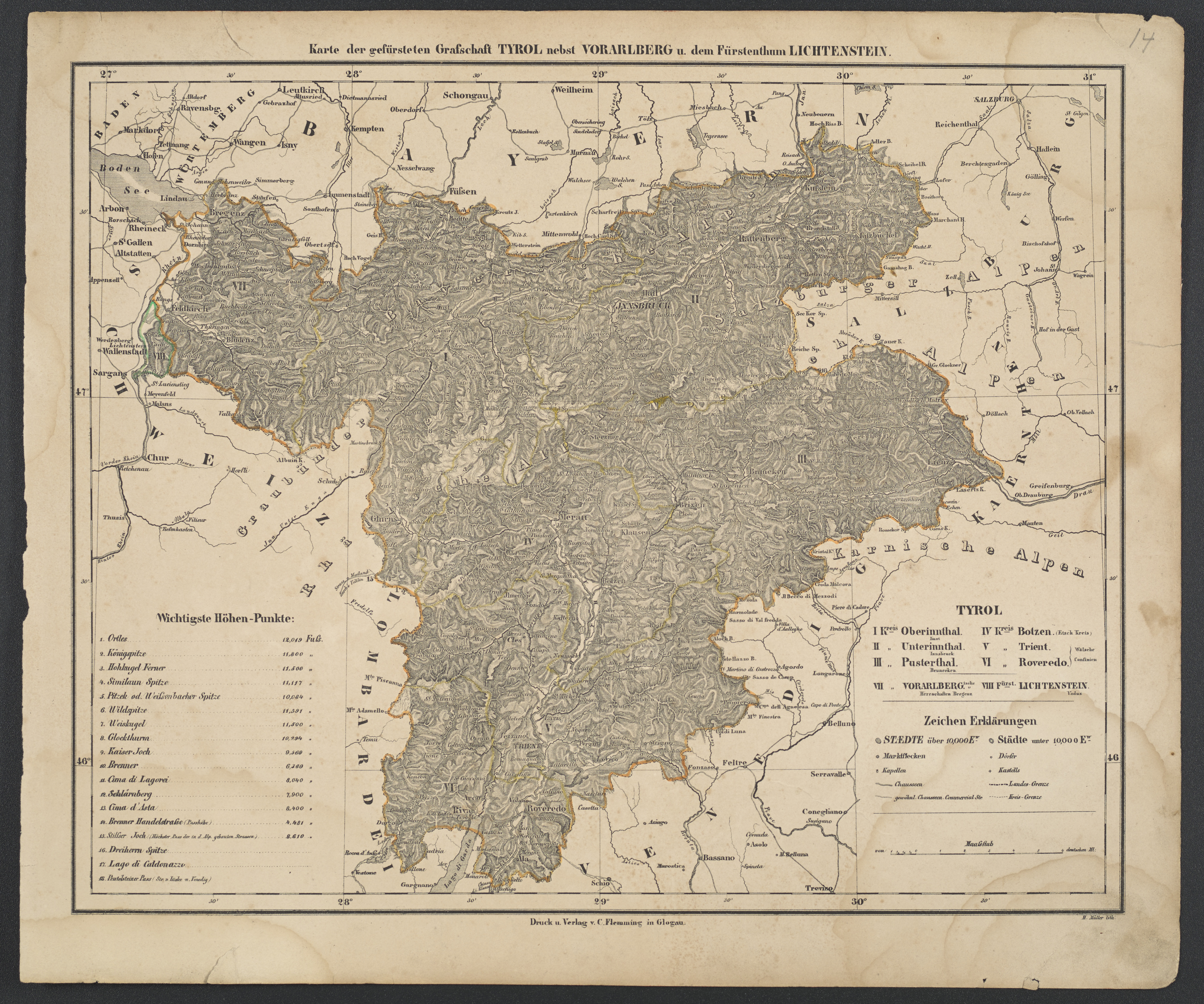
Carta dei Distretti amministrativi della Contea del Tirolo (Grafschaft Tyrol) con il Vorarlberg e il Principato del Liechtenstein (Fürstentum Liechtenstein) nel 1845 circa

| # | Nome                                                    | Capoluogo |
| - | ------------------------------------------------------- | --------- |
| 1 | Circolo dell'Alta Valle dell'Inn (Kreis Oberinnthal)    | Imst      |
| 2 | Circolo della Bassa Valle dell'Inn (Kreis Unterinnthal) | Innsbruck |
| 3 | Circolo della Val Pusteria (Kreis Pusterthal)           | Brunico   |
| 4 | Circolo di Bolzano (Kreis Botzen o Kreis an der Etsch)  | Bolzano   |
| 5 | Circolo di Trento (Kreis Trient)                        | Trento    |
| 6 | Circolo di Rovereto (Kreis Roveredo)                    | Rovereto  |
|   |                                                         |           |
| 7 | Circolo del Vorarlberg (Kreis Vorarlberg)               | Bregenz   |
| 8 | Principato del Liechtenstein (Fürstentum Liechtenstein) | Vaduz     |

### Stemmi

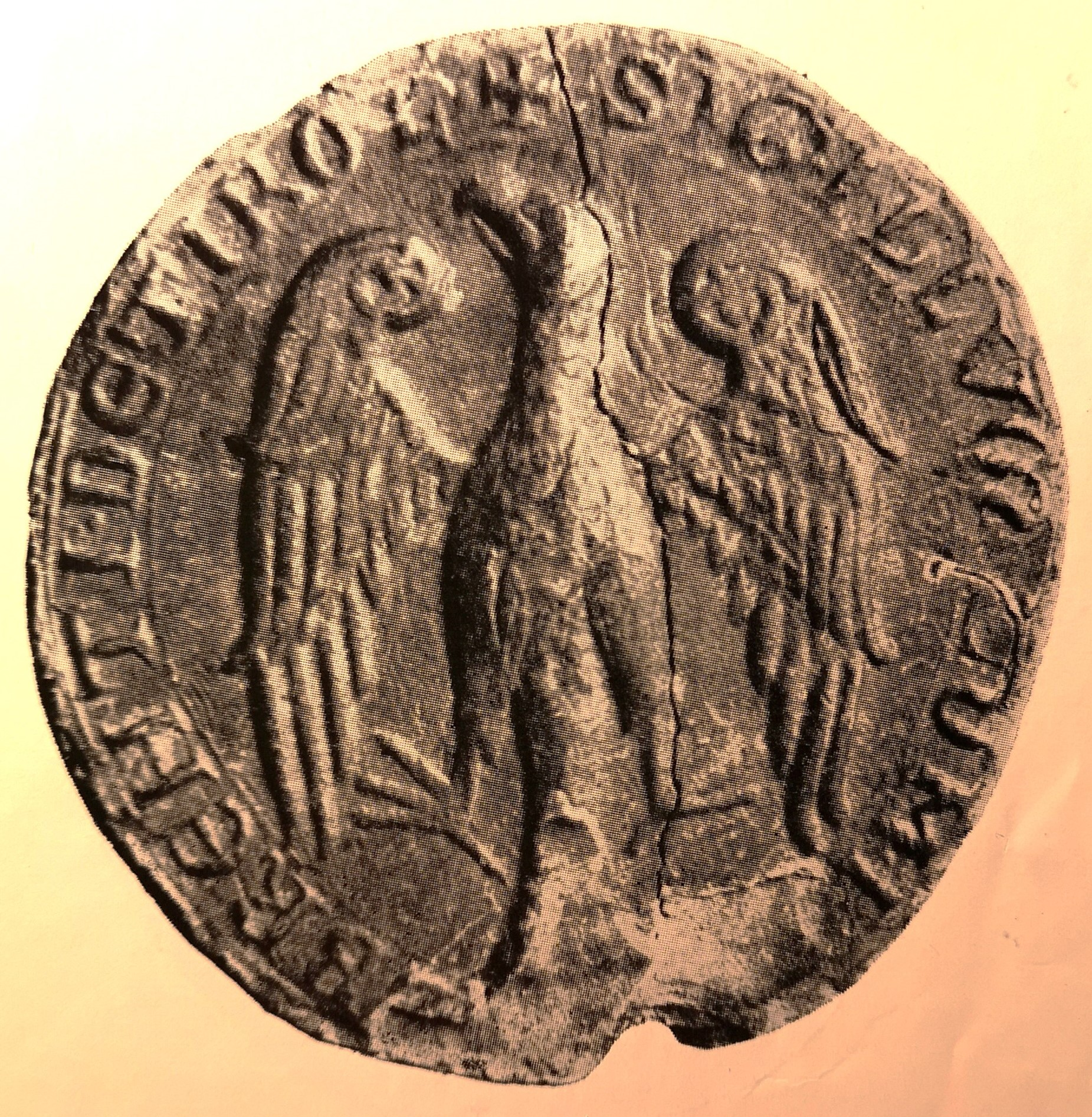
Secondo sigillo di Alberto III di Tirolo recante l'aquila tirolese, utilizzato negli anni 1211–1217
Stemma dello Stato Federato del Tirolo (Tirolo settentrionale austriaco)
Stemma della Provincia Autonoma di Bolzano - Alto Adige (Tirolo meridionale)
Stemma Provincia autonoma di Trento
Stemma della Regione Autonoma Trentino-Alto Adige/Südtirol
Stemma del Comune di Tirolo (BZ)
Stemma della Contea del Tirolo
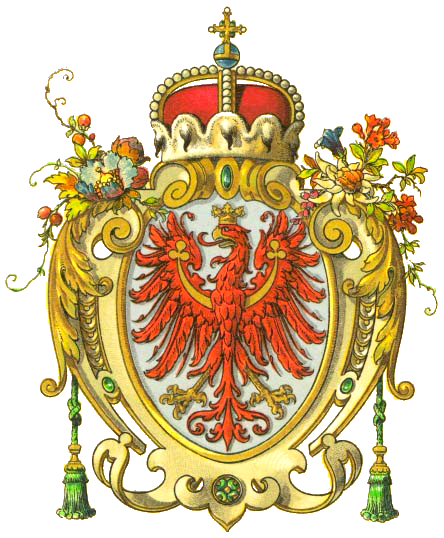
Stemma degli Asburgo-Tirolo